# Vzhodni Vu
Vu (kitajsko 吳, pinjin Wnú), v zgodovini znan kot Vzhodni Vu ali Sun Vu, je bila kitajska dinastična država in ena od treh velikih držav, ki so v obdobju treh kraljestev tekmovale za oblast v celi Kitajski. Vzhodni Vu je bil sprva od leta 220 do 222 vazalna država rivalskega Cao Veja, potem pa je novembra 222 razglasil svojo neodvisnost. Maja 229 se je vladar Vzhodnega Veja Sun Čuan razglasil za cesarja in povzdignil Vzhodni Vu v cesarstvo. 
Ime Vu je izpeljano iz imena regije, kjer je bilo ustanovljeno. Kot Vu je bila v zgodovini znana delta reke Jangce. Cesarstvo so v Vzhodni Vu preimenovali zgodovinarji, da bi ga razlikovali od drugih kitajskih zgodovinskih držav s podobnimi imeni, ki so se prav tako nahajale v tej regiji. Takšni sta bili na primer kraljestvo Vu v obdobju pomladi in jeseni in kraljestvo Vujue v obdobju petih dinastij in desetih kraljestev. Vzhodni Vu so ga imenovali tudi zato, ker je v obdobju treh kraljestev zavzemal večino vzhodne Kitajske, Sun Vu pa zaradi  družinskega imena Sun njegove vladarske dinastije. 
Prestolnica Vzhodnega Vuja be bil Džjanje, sedanji Nanking v provinci  Džjangsu. Občasna prestolnica je bil tudi Vučang, sedanji Edžov v provinci  Hubej.

## Zgodovina

### Začetki in ustanovitev
Proti koncu dinastije Han so si Sun Ce, najstarejši sin vojskovodje Sun Džjana, in njegovi privrženci izposodili čete od vojskovodje Juan Šuja in se med letoma 194 in 199 podali v vrsto vojaških osvajanj v regijah Džjangdong in Vu ter zavzeli več ozemelj, ki so bile v posesti vojskovodij Lju Jaa, Jan Bajhuja, Vang Langa in drugih. Sun Ce je okoli leta 196–197 prekinil odnose z Juan Šujem, ker se je slednji razglasil za cesarja. Njegovi dejanje je veljalo za izdajo cesarja Šjana, vladarja dinastije Han. Vojskovodja Cao Cao, ki je bil de facto vodja vlade dinastije Han, je prosil cesarja Šjana, naj Sun Ceju podeli naziv "markiz Vuja". 
Sun Ce je bil poleti 200 umorjen. Nasledil ga je njegov mlajši brat Sun Čuan. Sun Čuan je bil, tako kot njegov starejši brat, uradno podložnik cesarja Šjana, vendar je na ozemlju Vuja vladal povsem samostojno. Leta 208 se je Sun Čuan povezal z vojskovodjo Lju Beijem in njuna združena vojska je v bitki pri Rdečih pečinah premagala Cao Caa. Njuno zavezništvo proti Cao Cau je kljub nekaj ozemeljskim sporom glede province Džing trajalo deset let. 
Leta 219 je Sun Čuan prekinil vezi z Lju Bejem in poslal svojega generala Li Menga, da napade Ljujevo ozemlje v provinci Džing. Guan Juja, ki je branil Lju Bejeve posesti v provinci Džing, so Sun Čuanove sile ujele in usmrtile. Sun Čuanov pohod se je ndaljeval z osvojitvijo južnega dela province Džing, ki se približno ujema z današnjim Hunanom in delom Hubeja. 
Leta 220 je Cao Caov sin in naslednik Cao Pi ukinil dinastijo Han tako, da je cesarja Šjana prisilil k abdikaciji v njegovo korist, in ustanovil državo Cao Vej. Sun Čuan se je sprva podredil Veju in Cao Pi mu je podelil naslov vazalnega kralja Vuja. Leto kasneje se je Lju Bej razglasil za cesarja in ustanovil državo Šu Han. Leta 222 je Lju Bej napadel Sun Čuana, da bi zavzel provinco Džing in maščeval Guan Juja. Sledila je bitka pri Šjaotingu, v kateri je Lju Beja prepričljivo porazil Sun Čuanov general Lu Šun in ga prisilil na beg v Bajdičeng, kjer je naslednje leto umrl. 
Lju Bejev naslednik Lju Šan in njegov regent Džuge Ljang sta pozneje s Sun Čuanom sklenila mir in ponovno potrdila njuno staro zavezništvo. Sun Čuan je leta 222 razglasil neodvisnost od Veja, vendar je še naprej do leta 229 vladal kot "kralj Vuja". Tisto leto se je razglasil za "cesarja Vuja". Šu je priznal njegovo legitimnost.

### Sun Čuanova vladavina
Sun Čuan je vladal več kot 30 let. Njegova dolga vladavina je stabilizirala jug Kitajske. Vu se je v tem času zapletel v številne vojne z Vejem, vključno z bitkami pri Rušuju (222–223), Šitingu (228) in Hefeiju (234), vendar mu ni uspelo osvojiti nobenega ozemlja severno od reke Jangce, medtem ko Veju nikoli ni uspelo osvojiti dežel južno od Jangceja. 
Med Sun Čuanovimi sinovi je v kasnejšem obdobju njegove vladavine izbruhnil boj za nasledstvo. Po smrti prestolonaslednika Sun Denga se je za prestolonaslednika leta 242 postavil Sun He, ki se je kmalu sprl s svojim mlajšim bratom Sun Bajem. V konfliktu sta na dvoru nastali rivalski frakciji, ki sta podpirali enega od bratov. Sun Čuan je sčasoma odstavil Sun Heja in Sun Baja prisilil v samomor. Lu Šun in številni drugi ministri, ki so se v boju postavili na eno ali drugo stran, so nesrečno končali. Sun Čuan je po teh dogodkih za prestolonaslednika imenoval svojega najmlajšega sina Sun Ljanga. 

### Vladavini Sun Ljanga in Sun Šjuja
Sun Čuana je po smrti leta 252 nasledil sin Sun Ljang. Njegova regenta sta bila Džuge Ke in Sun Džun. Leta 253 je bil Džuge Ke umorjen v državnem udaru, ki ga je izvedel Sun Džun. Slednji je sam prevzel oblast v državi in jo pred smrtjo predal svojemu bratrancu Sun Čenu. Med Sun Ljangovo vladavino sta leta 255 in 257–258 izbruhnila upora v garnizijah Veja v Šovčunu. Sun Džun in Sun Čen sta s svojo vojsko podprla upornike v upanju, da bosta pridobila nekaj ozemlja, vendar sta bila oba upora zatrta. Sile Vuja so se po velikih izgubah umaknile. 
Sun Čen je leta 258 odstavil Sun Ljanga in na prestol postavil drugega Sun Čuanovega sina Sun Šjuja. Sun Šju je kasneje v državnem udaru s pomočjo Džang Buja in Ding Fenga ubil Sun Čena. 

### Padec Vuja
Sun Šju je umrl zaradi bolezni leta 264, leto po tem, ko je Šu Han osvojil Vej. Na jugu Vuja so izbruhnili upori in stanje v državi je postalo nemirno. Ministri Pujang Šing, Van Ju in Džang Bu so se zato odločili, da na prestol postavijo Sun Hejevega sina Sun Haa. 
Sun Hao je na začetku vladavine znižal davke, dal olajšave revnim in podelil svobodo velikemu številu dvornih služkinj, potem pa je postopoma postal okruten in vraževeren ter se je začel predajati vinu in ženskam, namesto da bi našel načine za oživitev svoje propadajoče države. Sun Haova tiranija je v Vuju povzročila široko jezo in sovraštvo do njega, vendar je Vu ostal razmeroma stabilen in miren zaradi prizadevanj uradnikov, kot sta bila Lu Kaj in Lu Kang. 
Februarja 266 je Sima Jan ukinil državo Cao Vej tako, da je njenega zadnjega vladarja Cao Huana prisilil k abdikaciji v svojo korist, in nato ustanovil dinastijo Džin. Leta 279 so sile Džina pod vodstvom Du Juja, Vang Džuna in drugih iz šestih smeri napadle Vu. Sun Hao se je poskušal upreti, vendar je doživel več zaporednih porazov. Kancler Džang Ti je bil v bojih ubit. Ko je Sun Hao uvidel, da je Vu obsojen na propad, se je 31. maja 280 predal dinastiji Džin, kar je pomenilo konec Vuja in obdobja treh kraljestev.

## Vlada in vojska
Četudi se je Sun Čuan leta 229 razglasil za cesarja, je njegova politika odsevala njegovo vojaško poreklo. Ob ustanovitvi so v vojski Vuja prevladovali slavni generali, ki so svoje položaje pridobili s hrabrostjo in odločnostjo in so sloveli kot individualisti.
Na politiko znotraj dvora so pogosto vplivali konflikti med močnimi družinami in posamezniki. Položaji na dvoru so se dedovali iz ene generacije v drugo, za razliko od birokracije v dinastiji Han. Njihovi interesi so se sčasoma oddaljili od interesov centralne vlade.
Obdobje Vzhodnega Vuja je bilo obdobje nastajanja vietnamske države. Ši Šje, vladar regije Džjaodžov (sedanji Vietnam in Guangdžov), se zdaj v Vietnamu omenja predvsem kot Sĩ Nhiếp. Ši Šje je bil po mnenju Stephena O'Harrowa "prvi Vietnamec". Vietnamci, zadovoljni z vladavino Vzhodnega Vuja, so sprva nasprotovali Ši Huijevemu uporu proti Vzhodnemu Vuju in ga napadli, ko pa je Vujev general Li Daj izdal Ši Huija in usmrtil njega in celo njegovo družino, so Vietnamci spremenili svoje mnenje. Leta 248 so se prebivalci poveljstev Džjaodži in Džjudžen uprli. Vzhodni Vu je proti upornikom poslal poslal Lu Jina, ki je z grožnjami in prepričevanjem uspel pomiriti upornike. Kasneje so se uporniki ponovno zbrali v Džjudženu pod vodstvom gospe Triệu in obnovili upor s pohodom na Džjaodži. Po nekaj mesecih so bili uporniki poraženi, gospa Triệu pa je naredila samomor.

## Kultura in gospodarstvo
Kultura Vuja se je najbolj razcvetela pod vladavino Sun Čuana od leta 229 do 252. Priseljenci s severa in Jueja na jugu so povečali število delavcev v kmetijstvu in naselili nižje predele Vuja. Ko sta bila dokončana kanala Džjangnan in Džedong, se je razcvetel in postal pomemben tudi rečni promet. Po bitki pri Šjaotingu in med invazijami Veja na Vu v 220. letih je Šu Hanu uspelo obnoviti trgovanje in odnose z Vujem. Trgovalo se je predvsem z bombažem, soljo in kovinskimi izdelki. Razvilo se je tudi ladjedelništvo. 
Inflacija in gospodarske težave so se nadaljevale tudi po ukinitvi dinastije Han. Sun Čuan je poskušal uvesti velike bakrene kovance in prepovedati zasebno kovanje denarja. Politika je bila neučinkovita in zato leta 246 prekinjena.
Vzhodni Vu je vzpostavil tesno čezmorsko trgovino z  Vietnamom in Kambodžo, trgoval pa je tudi z Indijo in Bližnjim vzhodom.

## Civilne zadeve
Državno politiko so bolj kot intelektualci vodili predvsem vojaki. Ker je vsako vojaško poveljstvo potrebovalo administrativno podporo, je bilo v upravo vključenih tudi nekaj učenjakov, ne glede na njihove vojaške sposobnosti.
Sun Čuan sam je potreboval dobre svetovalce in sekretarje, da bi obdržal svojo oblast na nespremenjeni ravni. Njegov prestiž pri spopadanju s sovražniki in vzpostavljanju prijateljskih odnosov je zahteval vzpostavitev trdne vlade. Sun Čuan je ustvaril pogoje, da so sposobni podložniki kot njegovi uradniki in odposlanci pridobili prestiž in vpliv v celotnem cesarstvu.
Po Cao Pijevi smrti leta 226 je začel Sun Čuan odločno spodbujati razvoj kmetijstva, ker je bila grožnja Veja odpravljena, Vu pa trpel zaradi hude lakote. General Lu Šun mu je predlagal, da bi se v kolonizacijo zemlje vključila tudi vojaška poveljstva in cesar je njegov predlog sprejel. Leta 234 je oblast na jugu prevzel vojskovodja in regent Džuge Ke, ki je odločno ignoriral ukaz o kolonizaciji, "ker je z lakoto laže obvladoval sovražnika".

## Zapuščina
Pod vladavino Vzhodnega Vuja se je delta Jangceja, ki je v zgodnji zgodovini Kitajske veljala za barbarsko džunglo, razvila v eno od trgovskih, kulturnih in političnih središč Kitajske. Na jugu je Vu razširil kitajsko civilizacijo v najbolj južne predele cesarstva.
Leta 230 so Kitajci v obdobju treh kraljestev med vladavino Sun Čuana dosegli otok Tajvan. Vzhodni Vu je navezal stike z domačini in poslal svoje uradnike na otok z imenom Jidžov. Otok Jidžov je bil po mnenju nekaterih zgodovinarjev Tajvan, medtem ko drugi menijo, da je to bilo otočje Rjukju. Trgovci iz Vuja so morda dosegli tudi južni Vietnam in Kambodžo. 
Nekoč velika vojska Vzhodnega Vuja se je kasneje spremenila v nepomembno. Osvojitev Hefeja, ki je bil v posesti Veja, je bila verjetno lahka naloga, vendar Vu tega ni zmogel storiti. Od 230. let je bila naloga težja, ker je Vej v Hefeju zgradil utrjen grad Novo mesto. Eden največjih neuspehov pri doseganju česar koli se je zgodil v poznih 250. letih, ko sta se Veju uprla Gvančju Džjan in Ven Čin. Vzhodni Vu jima je obljubil pomoč, vendar je njegova vojska vedno prišla prepozno in upor so Sima Ši in sile Veja zadušili.
Medtem ko je Vej leta 263 osvajal Šu, Vu zaradi upora v Vietnamu ni mogel podpreti svojih zaveznikov.
Zaton Vuja se je začel že po smrti Lu Šuna leta 245 in Sun Čuana leta 252. Sun Čuanovi nasledniki niso mogli veliko narediti za cesarstvo. Džuge Keja je ubil Sun Džun leta 253 po neuspešni invaziji na Hefej po zmagi Vuja nad silami Veja pri Dongšingu. Ding Feng je na koncu po ukazu Sun Šjuja ubil še Sun Čena. Vu je pestila korupcija, zaradi česar ga je leta 280 zlahka osvojila dinastija Džin.

## Seznam vladarjev
| Tempeljsko ime | Posmrtno ime                  | Družinsko in osebno ime | Vladanje               | Ime in trajanje vladarskega obdobja | Komentar |
| -------------- | ----------------------------- | ----------------------- | ---------------------- | --- | --- |
| Šidzu 始祖     | Cesar Vulje 武烈皇帝          | Sun Džjan 孫堅          | (N/A)                  | (N/A) | Sun Džjanov tempelj in posmrtno ime mu je po smrti podelil Sun Čuan. |
| (N/A)          | Huan, princ Čangšaja 長沙桓王 | Sun Ce 孫策             | (N/A)                  | (N/A) | Posmrtno ime mu je po smrti podelil Sun Čuan. |
| Tajdzu 太祖    | Cesar Da 大皇帝               | Sun Čuan 孫權           | november 222 – maj 252 | - Huangvu 黃武 (222–229) - Huanglong 黃龍 (229–231) - Džjahe 嘉禾 (232–238) - Čivu 赤烏 (238–251) - Tajjuan 太元 (251–252) - Šenfeng 神鳳 (252)                                                      | Sun Čuan je uvedel ime vladarskega obdobja Huangvu leta 222, ko je razglasil neodvisnost od Veja, vendar je še naprej vladal kot "kralj Vuja". Za cesarja se je razglasil leta 229.                                                                                            |
| (N/A)          | (N/A)                         | Sun Ljang               | 252–258                | - Džjanšing 建興 (252–253) - Vufeng 五鳳 (254–256) - Tajping 太平 (256–258) | Sun Ljang je postal princ Kvajdžija po strmoglavljenju Sun Čena leta 258. Sun Čenov naslednik Sun Šju ga le leta 260 povišal v markiza Hovgvana (侯官侯). |
| (N/A)          | Cesar Džing 景皇帝            | Sun Šju 孫休            | 258–264                | - Jongan 永安 (258–264) | |
| (N/A)          | Cesdar Ven 文皇帝             | Sun He 孫和             | (N/A)                  | (N/A) | Sun Heju je posmrtno ime podelil Sun Hao. |
| (N/A)          | Cesar Mo 末帝                 | Sun Hao 孫皓            | 264–280                | - Juanšing 元興 (264–265) - Ganlu 甘露 (265–266) - Baoding 寶鼎 (266–269) - Džjanheng 建衡 (269–271) - Fenghuang 鳳凰 (272–274) - Tjance 天冊 (275–276) - Tjanši 天璽 (276) - Tjandži 天紀 (277–280) | Sun Hao je imel pred prihodom na prestol naslov markiza Vučenga (烏程侯). Leta 280 mu je po predaji dinastiji Dži cesar Vu iz Džina podelil naslov markiza Gujminga (歸命侯). Včasih se omenja tudi kot "cesar Mo iz Vuja" (吳末帝), kar dobesedno pomeni "zadnji cesar Vuja". |